# Strotarchus alboater
Strotarchus alboater là một loài nhện trong họ Miturgidae.
Loài này thuộc chi Strotarchus. Strotarchus alboater được miêu tả năm 1935 bởi Dyal.